# ルカ・モスカティエッロ
ルカ・モスカティエッロ(Luca Moscatiello, 1991年3月25日 - )は、イタリア・ミラノ出身のサッカー選手。FCメンドリージオ所属。ポジションはMF。

## 経歴
フラムFCの監督であるロイ・ホジソンがその才能に目をつけ、インテルナツィオナーレ・ミラノから引き抜いた。2010年に放出され、ACチェゼーナのユースに移籍した。イタリアU-17代表およびU-19代表での出場記録も保有している。

## 所属クラブ
- FCメンドリージオ 2011-2013
- KSテウタ・ドゥラス 2014
- FCメンドリージオ 2014-2016
- USアルベード 2016-2017
- FCメンドリージオ 2017-